# آیرندیل (آلاباما)
آیرندیل (به انگلیسی: Irondale) شهری در شهرستان جفرسون ایالت آلاباما است که مساحت آن ۴۵٫۲۵ کیلومتر مربع است و در سرشماری سال ۲۰۱۰ میلادی، ۱۲٬۳۴۹ نفر جمعیت داشته و تراکم جمعیتی آن، ۲۷۲٫۹۱ نفر در هر کیلومتر مربع بوده است.

## نگارخانه

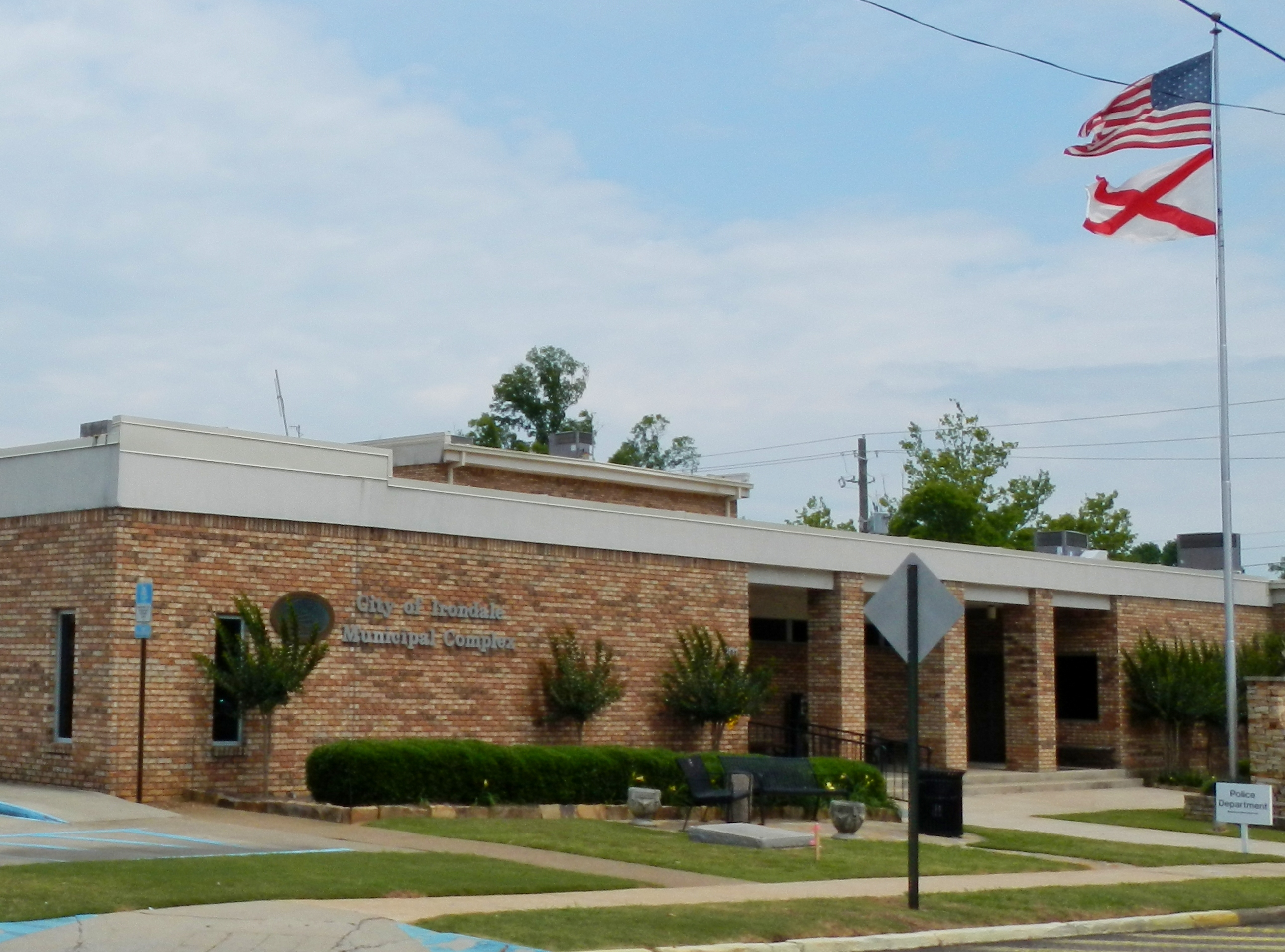
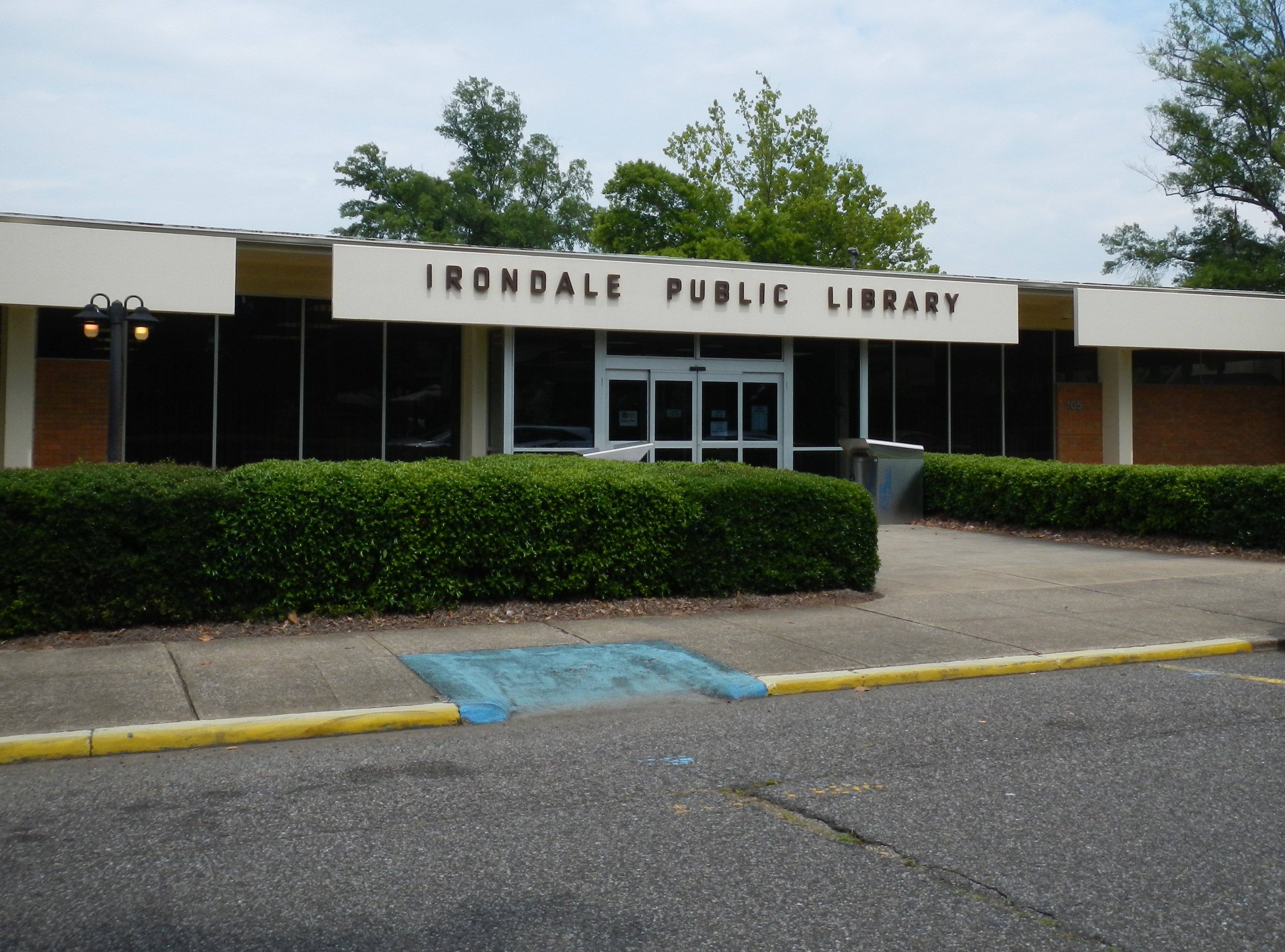
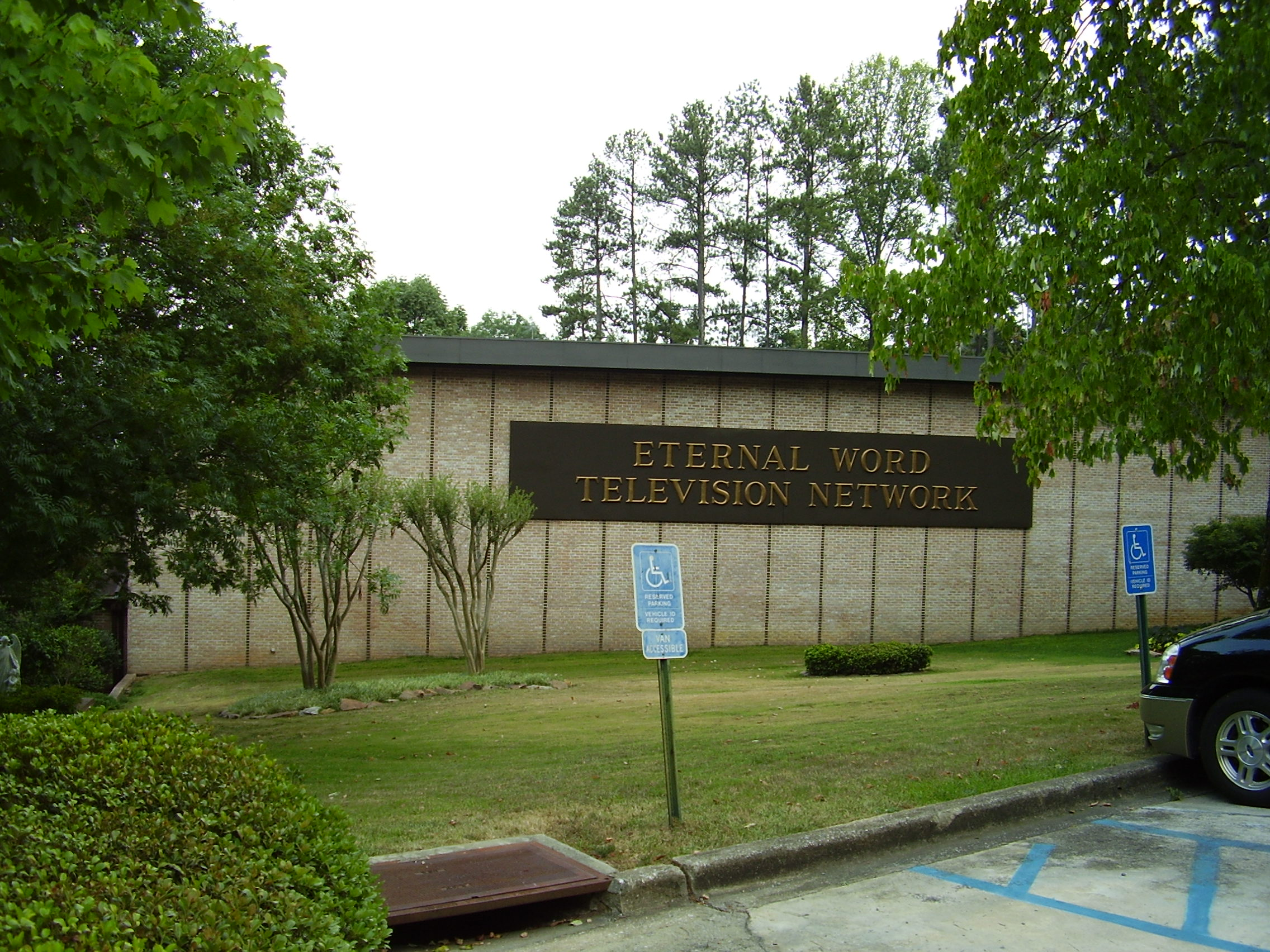